# 拉尼鎮區 (北達科他州拉穆爾縣)
拉尼鎮區（英語：Raney Township）是位於美國北達科他州拉穆爾縣的一個鎮區。

## 地方資料
拉尼鎮區的面積為91.87平方千米，當中陸地面積為91.76平方千米，而水域面積為0.11平方千米。根據2020年美國人口普查的數據，當地共有人口19人，而人口密度為每平方千米0.21人。